# Menefeeceratops
Menefeeceratops — птахотазовий динозавр родини цератопсид (Ceratopsidae), що існував в Північній Америці у пізній крейді (80 млн років тому). Один з найдавніших відомих представників родини. Описаний у 2021 році.

## Скам'янілості
Викопні рештки динозавра знайдено у 1996 році у відкладеннях формації Менефі в окрузі Сандовал у штаті Нью-Мексико (США). Рештки попередньо були описані у 1997 році, як такі, що належать центрозаврину, але без опису роду і виду. Голотип складається з часткового скелета з черепом. Збереглися ліва передщелепна кістка, лівий надбровний ріг, шматочок лівої тім'яної кістки, обидві лускаті кістки, ліва вилична кістка, передзубна кістка, ліва нижня щелепа з зубами, два зрощених шийних хребця (можливо, п'ятий і шостий), вісім хребців, шість крижових хребців, одинадцять ребер, ліва променева кістка, кінці лівої ліктьової кістки, ліва клубова кістка, ліва стегнова кістка, нижній кінець лівої малогомілкової кістки та друга ліва плеснова кістка. Голотип зберігається у колекції Музею природознавства та науки Нью-Мексико.

## Назва
Назва Menefeeceratops утворено від геологічної формації Menefee, де були знайдені останки і латинізованої форми грецького слова «ceratops» — означає «рогата морда», спільний елемент, властивий більшості представників групи цератопсів. Вид названо на честь Пола Сілі, наукового співробітника Музею природознавства та науки Нью-Мексико, який виявив рештки динозавра.